# Arkadij Stołypin
Arkadij Pietrowicz Stołypin, ros. Аркадий Петрович Столыпин (ur. 20 lipca 1903 w Kałnoberżach, zm. 11 grudnia 1990 w Paryżu) – emigracyjny rosyjski działacz polityczny i religijny, publicysta i pisarz
Był synem carskiego premiera Piotra Stołypina. Został ranny podczas zamachu na niego 12 sierpnia 1906. Od 1920 rodzina Stołypinów przebywała na emigracji. W Rzymie ukończył szkołę średnią. W 1924 rozpoczął naukę w Akademii Wojskowej Saint-Cyr, ale był zmuszony ją przerwać z powodów zdrowotnych. Został urzędnikiem bankowym w Paryżu. W 1935 wstąpił do Narodowego Związku Nowego Pokolenia. Od 1936 działał w Narodowym Stowarzyszeniu Studentów Francuskich. W 1937 współtworzył Narodowe Stowarzyszenie Pisarzy i Dziennikarzy Rosyjskich, wchodząc w skład jego kierownictwa. W tym samym roku został członkiem Biura Wykonawczego NTS. Od 1938 współpracował ze Stowarzyszeniem Przyjaciół Rosji Narodowej. Od 1941 stał na czele francuskiego oddziału NTS. Angażował się w działalność konspiracyjną związaną z udzielaniem pomocy materialnej i prawnej uchodźców z okupowanych terenów ZSRR. W II połowie 1944 został aresztowany przez Gestapo, ale na początku 1945 wypuszczono go na wolność. Po zakończeniu II wojny światowej był przewodniczącym Biura Wykonawczego NTS w Europie Zachodniej. Pomagał sowieckim uchodźcom unikać deportacji do ZSRR. W 1946 wszedł w skład Rady NTS. Od 1950 pracował jako redaktor w agencji prasowej France-Presse. Od 1955 kierował sektorem kontaktów zagranicznych NTS. Pełnił też funkcję przewodniczące sądu honorowego. Prowadził liczne spotkania literackie. W 1969 został członkiem kolegium redakcyjnego pisma NTS Посев. W 1971, wraz z synem, był autorem książki pt. La Mongolie entre Moscou et Pékin, zaś w 1978 kolejnej książki pt. Les Pourvoyeurs du Goulag: la police, les camps de concentration. Od 1984 działał w Bractwie Cerkiewnym Świętego Kniazia Włodzimierza.